# The Italian Bob
The Italian Bob (titulado Bob el italiano en Hispanoamérica y El Bob italiano en España) es el octavo episodio de la décimoséptima temporada de la serie animada Los Simpson, estrenado en Estados Unidos el 11 de diciembre de 2005 y el 3 de septiembre de 2006 en Hispanoamérica. Fue escrito por John Frink, dirigido por Mark Kirkland y las estrellas invitadas fueron Kelsey Grammer como Sideshow Bob y Maria Grazia Cucinotta como Francesca. En este episodio, la familia viaja a Italia para recoger el nuevo auto deportivo del Sr. Burns, pero terminan en un pueblito cuyo alcalde es Bob Patiño.

## Sinopsis
Homer y su familia viajan a Italia por un encargo del Sr. Burns, quien les había pedido ir a buscar un auto nuevo que había comprado (un Lamborgotti Fasterossa). Luego de recogerlo, la familia decide quedarse unos días para recorrer el país, visitando sitios turísticos como la antigua ciudad de Pompeya y la torre de Pisa. Al transitar por una ruta, pueden ver como un camión que transporta quesos pierde el control y termina estrellándose, ocasionando que toda la carga se dirija en dirección hacia ellos. Si bien logran esquivar una gran cantidad de quesos, no pueden evitar que un enorme paquete de mortadela caiga sobre el vehículo, el cual queda seriamente dañado. Tras el accidente, deciden buscar ayuda en un pequeño pueblo toscano llamado Salsiccia. 
Al llegar allí, se encuentran con la sorpresa de que el alcalde es un viejo conocido, Sideshow Bob. Bob relata a la familia la historia de cómo llegó al pueblo y cómo llegó a ser elegido alcalde, además se muestra visiblemente arrepentido por sus errores pasados y presenta a su nueva familia, su esposa Francesca y su hijo Gino, ambos italianos. Homer y Bob llegan a un acuerdo, los Simpson no revelarán las atrocidades cometidas por Bob en el pasado a su familia y a los habitantes del pueblo a cambio de obtener una reparación para el auto dañado.
En una celebración organizada por Bob, Lisa se emborracha (con solo beber media copa de vino) y delata al alcalde, revelando su pasado a todo el pueblo. Así, los habitantes de Salsiccia descubren que su gobernante es un prófugo de la justicia que escapó de la prisión de Springfield. Bob entra en desgracia entre los habitantes de Salsiccia y decide asesinar a los Simpson, clamando Vendetta (venganza) contra ellos. Para su sorpresa, su esposa e hijo lo acompañan.
Los Simpson logran escapar de Bob, escondiéndose en el Coliseo, donde forman parte de una ópera protagonizada por Krusty el payaso. Sin embargo, Bob logra encontrarlos, aunque su intento de asesinato queda nuevamente frustrado cuando Krusty rescata a la familia en su limusina.

## Referencias culturales

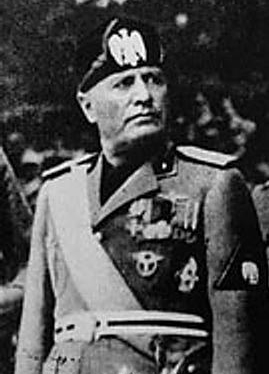
Benito Mussolini es mencionado en este episodio.